# Angoulins
Angoulins (auch: Angoulins-sur-Mer) ist eine französische Gemeinde und ein Badeort mit 4147 Einwohnern (Stand: 1. Januar 2022) im Département Charente-Maritime in der Region Nouvelle-Aquitaine. Angoulins gehört zum Arrondissement La Rochelle und (bis zum 31. Dezember 2014) zum Kanton Aytré. Ab 1. Januar 2015 gehört Angoulins zum Kanton Châtelaillon-Plage. Die Einwohner werden Angoulinois(es) genannt.

## Geographie
Angoulins liegt an der Atlantikküste etwa sieben Kilometer südöstlich von La Rochelle. Umgeben wird Angoulins von den Nachbargemeinden Aytré im Norden, La Jarne im Osten und Nordosten, Salles-sur-Mer im Osten und Südosten sowie Châtelaillon-Plage im Süden. 
Durch die Gemeinde führt die Route nationale 137.

## Geschichte
Im Jahr 1823 kam der Ort Châtelaillon-Plage zu Angoulins, der 1896 zur selbständigen Gemeinde wurde.

## Bevölkerungsentwicklung
| 1962 | 1968 | 1975 | 1982 | 1990 | 1999 | 2006 | 2011 | 2019 |
| ---- | ---- | ---- | ---- | ---- | ---- | ---- | ---- | ---- |
| 1917 | 2126 | 2149 | 2441 | 2908 | 3501 | 3701 | 3790 | 4050 |

## Sehenswürdigkeiten

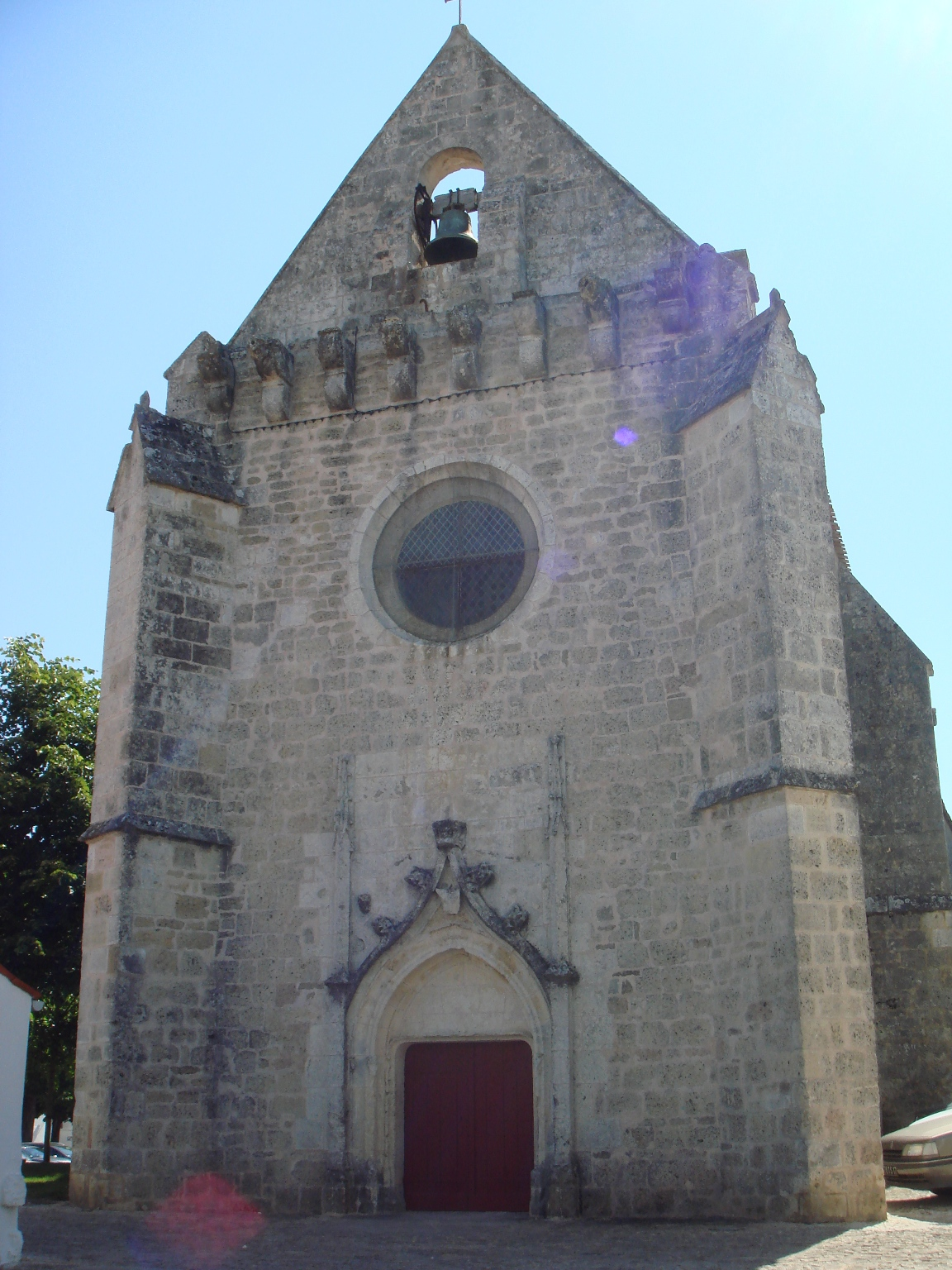
Kirche St-Pierre

Siehe auch: Liste der Monuments historiques in Angoulins
- Kirche St-Pierre, Wehrkirche im gotischen Stil aus dem 15. Jahrhundert, seit 1908 Monument historique (mit Kanzel aus dem Jahr 1758 und Glocke aus dem Jahr 1631)

## Persönlichkeiten
- Colette Besson (1946–2005), Olympiasiegerin 1968 über 400 Meter, hier begraben

## Gemeindepartnerschaften
Mit der spanischen Gemeinde Panticosa in der Provinz Huesca besteht eine Partnerschaft.